# Järnvägsläkare

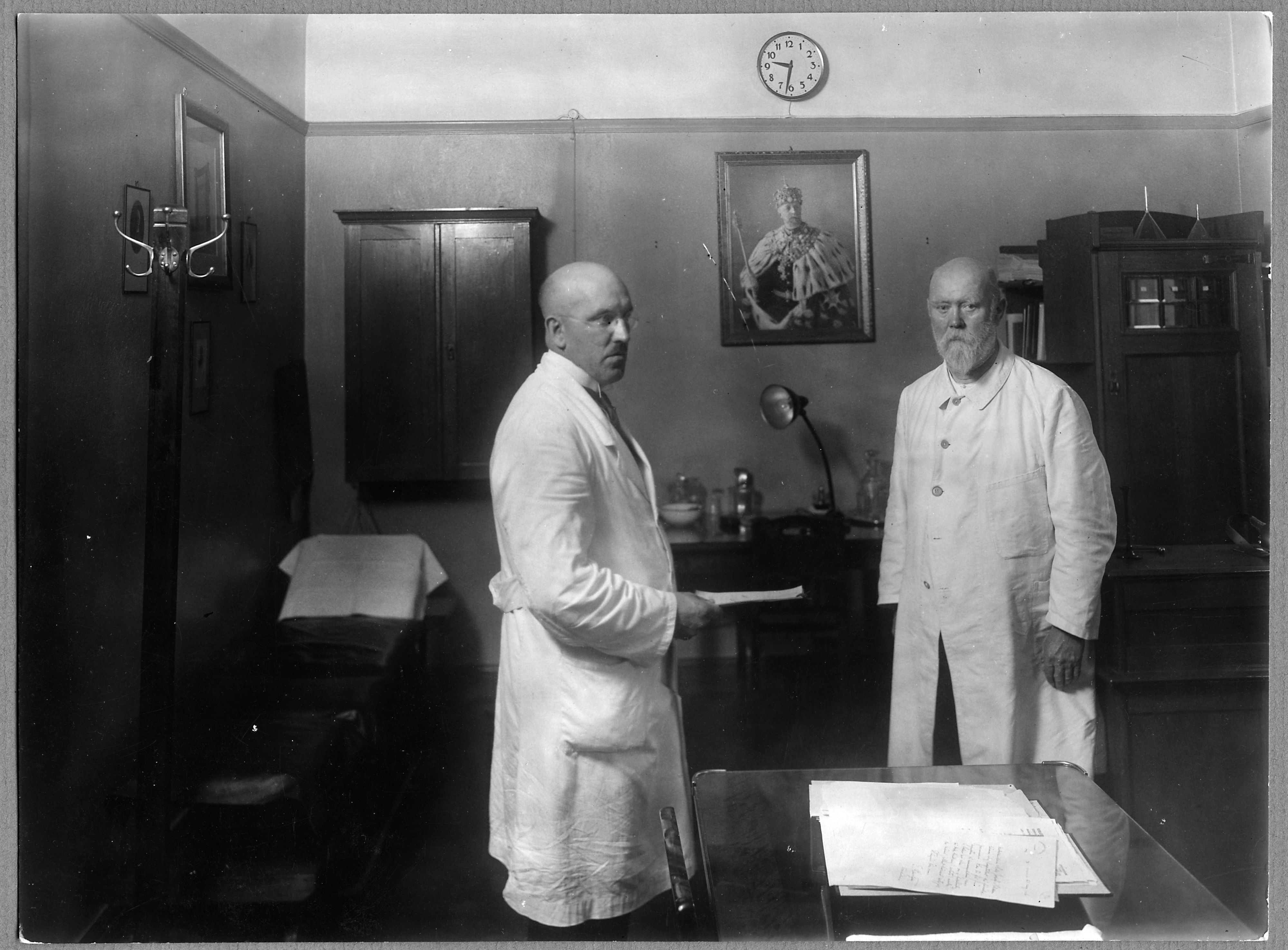
Järnvägsläkare (till höger) i början av 1900-talet

Järnvägsläkare var förr vid järnvägar i flera länder i Europa förordnade läkare för personalens vård. Uppdraget som järnvägsläkare var vanligen en bisyssla för exempelvis en provinsialläkare. De erhöll arvode var och en av den järnväg, vid vilken han var förordnad. År 1922 var Statens Järnvägar med styrelsen och huvudverkstäderna indelade i 125 läkardistrikt.